# نام من روکو پاپالئو است
نام من روکو پاپالئواست (به ایتالیایی: Permette? Rocco Papaleo) محصول ۱۹۷۱ ایتالیا فیلمی کمدی به کارگردانی اتوره اسکولا است.

## داستان فیلم
داستان فیلم درباره ماجراهای یک مهاجر سیسیلی به نام پاپالئو، که به دنبال پیدا کردن ثروت به عنوان یک قهرمان بوکس به امریکا می‌آید؛ و یکبار در شیکاگو، با یک سری از آدمها روبرو می‌شود که از سادگی او سواستفاده می‌کنند. در نهایت روکو نمی‌خواهد که مانند یک بره در میان گرگ‌ها باشد.